# Bukum
Bukum is een bestuurslaag in het regentschap Deli Serdang van de provincie Noord-Sumatra, Indonesië. Bukum telt 552 inwoners (volkstelling 2010).